# Передняя зубчатая мышца
Передняя зубча́тая мышца (лат. Musculus serratus anterior) — поверхностная мышца груди.
Расположена в переднем отделе грудной стенки. Верхняя её часть прикрыта большой грудной мышцей, нижняя расположена поверхностно, прикрыта грудной фасцией. Начинается 8—9 зубцами от наружной поверхности 8—9 рёбер, а также от сухожильной дуги между 1-м и 11-м рёбрами. Направляется назад и вверх, покрывает наружную поверхность рёбер, затем подходит под лопатку и прикрепляется вдоль её медиального края, а также к её нижнему углу. Наиболее выражены те части мышцы, место прикрепления которых располагается в области нижнего угла лопатки.

## Функция
Вместе с ромбовидной мышцей образует широкую мышечную петлю, которая охватывает туловище и прижимает к нему лопатку. При сокращении всех пучков устанавливает лопатку неподвижно, оттягивая вперёд. Нижний отдел мышцы поворачивает нижний угол лопатки вперёд и латерально, что характерно для поднятия руки выше горизонтального уровня. Верхние зубцы двигают лопатку и ключицу вперёд, являясь таким образом антагонистом трапециевидной мышцы. При фиксированной лопатке поднимает рёбра, способствуя вдоху.